# モトリー郡 (テキサス州)
モトリー郡（モトリーぐん、英: Motley County）は、アメリカ合衆国テキサス州の北部に位置する郡である。2010年国勢調査での人口は1,210人であり、2000年の1,426人から15.1%減少した。郡庁所在地はマタドール町（人口607人）であり、同郡で人口最大の町でもある。郡名はトマス・ジェファーソン・ラスク将軍の副官であり、テキサス独立宣言の署名者だったジュニアス・ウィリアム・モトリーに因んで名付けられた。モトリーはテキサス革命中1836年のサンジャシントの戦いで戦死した。モトリーの名前の綴りは"t"が2つになっているが、郡を創設した法案では綴りが間違っており、そのままになっている。モトリー郡は州内に30ある禁酒郡（ドライ）の1つである。

## 歴史

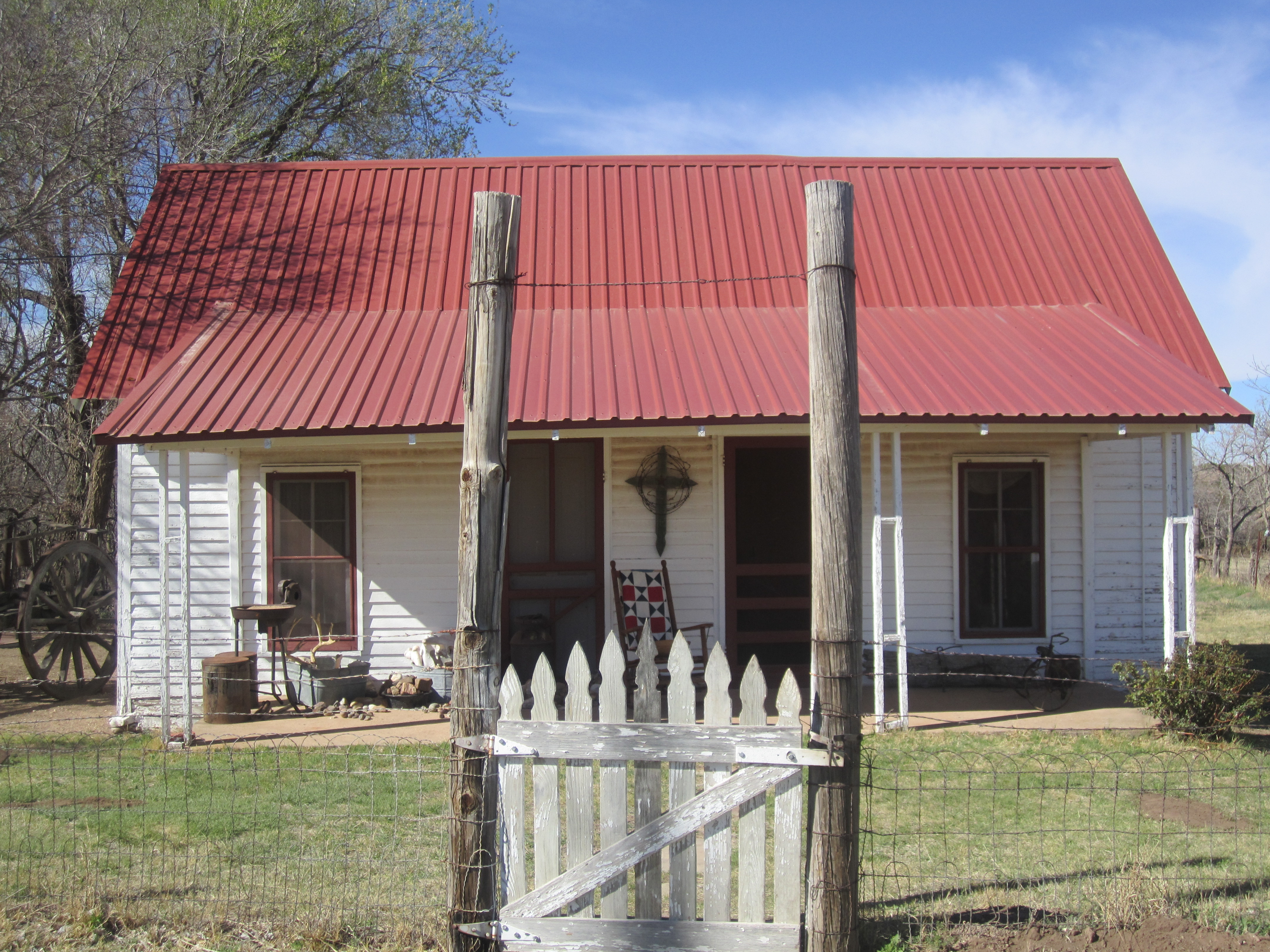
モトリー郡にあるマタドール牧場の主要建物

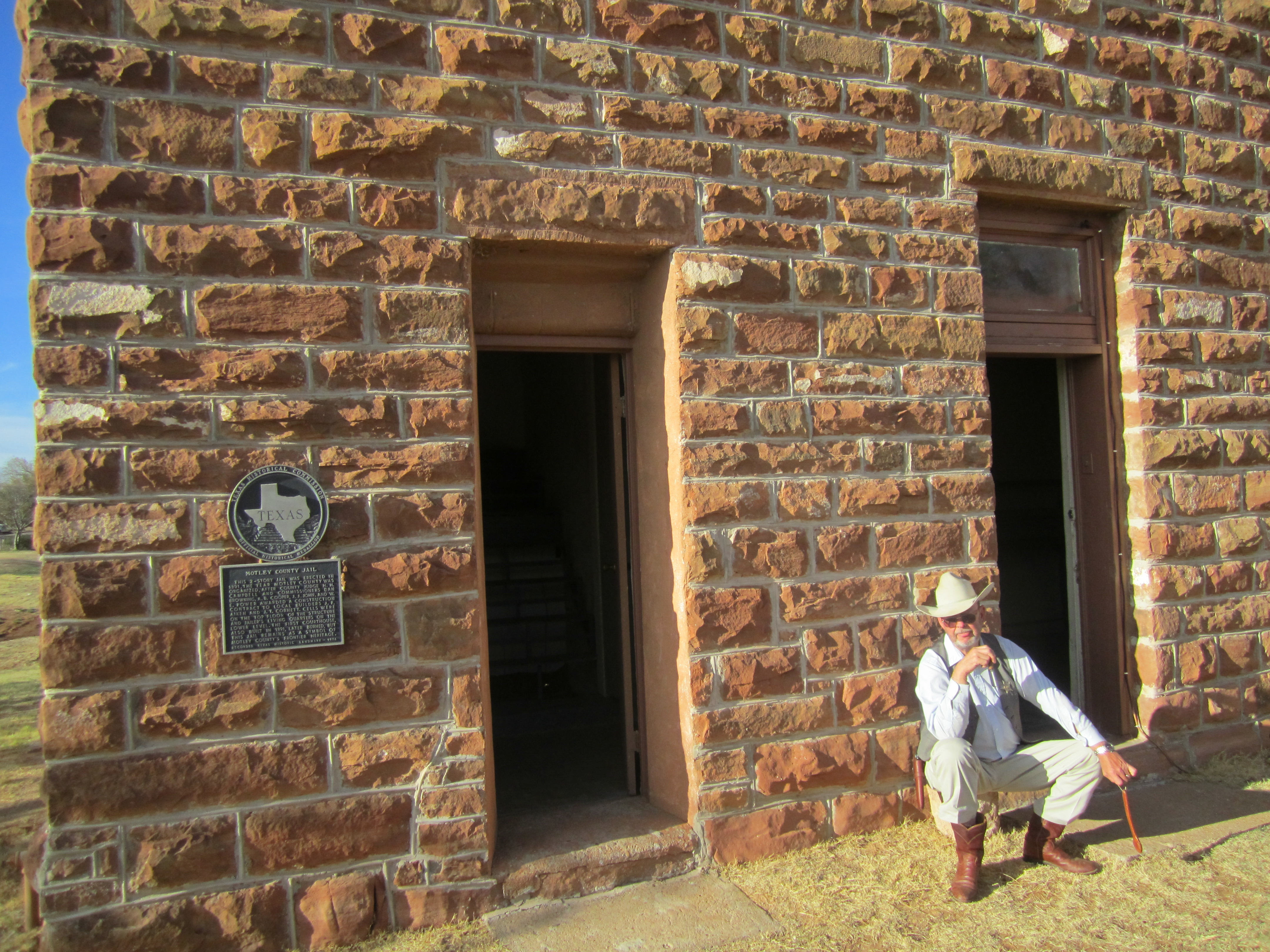
修復中の昔のマタドール刑務所。元モトリー郡判事エド・D・スミス（写真）が修復を推進している。2011年撮影

モトリー郡は1876年8月21日にヤング郡とベア郡から分離して創設された。組織化は1891年2月5日に行われた。1882年にスコットランドから移ってきたシンジケートが設立した大規模なマタドール牧場は1951年に破産した後も運営が続けられており、モトリー郡と他に5つの郡に跨っている。
モトリー郡で最初に生れた子供は、1882年に生れたノラ・クーパーだった。その場所は現在ゴーストタウンになっているティーピーシティ近く、バッファッロー狩猟者の運営する宿営地であり、後に1879年から1881年までG・W・アーリントン大尉の指揮下にテキサス・レンジャーズがの本部となっていた。
1913年、全長8マイル (13 km) のモトリー郡鉄道が、90人以上の投資家の金でチャーターされた。郡内のフェンスも無い牧場の中を走った後、ローリングスプリングスでクアナ・アクメ・アンド・パシフィック鉄道に接続した。この路線は1936年まで運行された。
1927年から1928年、モトリー鉄道の発明家アルバート・キャアロル・トラウィーク・シニア博士がトラウィーク病院を設立した。この施設は1991年に郡に移管され、モトリー郡歴史博物館になった。

### ホワイトフラット
「ホワイトフラット」と呼ばれるモトリー郡の一部は平坦なプレーリーを覆う背の高く白いニードルグラスに因んで名付けられた。1890年にホワイトフラットに郵便局が造られた。その町の最盛期には雑貨屋が4軒、ガソリンスタンドとガレージが3軒、カフェが2軒、金物屋が1軒、綿繰り機2台、教会が3棟あった。1教室の学校が1890年に開校し、1908年には4教室の建物に変わった。1922年、2階建てのレンガ造りの建物がホワイトフラット学校として建てられ、町の集会所にも使われた。1930年代の世界恐慌とダストボウルの時代に町は衰退した。学校は1946年に閉鎖され、11マイル (18 km) 南のマタドールにある学校に統合された。教会は1960年代に解体された。郵便局は1966年に最後の女局長であるアイダ・モリスが死んだときに閉鎖された。残っていた小売業である雑貨やとガソリンスタンド各1軒も1968年に店を閉じた。

### 刑務所
モトリー郡が組織化された1891年に2階建ての郡刑務所が建設された。当時の郡判事ヘンリー・ハリソン・""ハンク・キャンベル（1840年-1911年）と4人の郡政委員が地元建設業のJ・F・エイケンとJ・T・コーネットに工事を発注した。監房は2階に、獄吏の部屋は1階に置かれた。最初の郡庁舎も1891年に建てられ、後に火事で消失したが、この刑務所はモトリー郡がフロンティアであった時代の象徴として残った。現在は歴史保存のために修復工事が行われている。

### 図書館
モトリー郡図書館は、1916年に大火がマタドール中心街を一掃し木造の建築物を破壊した後で建てられたレンガ造りのムーア・ビルディングに1986年から入っている。ムーア・ビルディングは元雑貨屋と肉屋だった。この図書館は1984年に竜巻に襲われるまでマタドール学校の施設に入っていた。メドウズ基金の支援によって、ムーア・ビルディングが改修され、図書館を納められるようになった。隣接する図書館別館は倉庫に使われ、また系統分類室、集会と社会的行事にも使われている。
図書館にある歴史的な壁画は近くのクロビートン出身のジョン・テイラーがキャンバスに描いたものである。テイラーはこの壁画にローリングスプリングスのクアナ・パーカー、マタドール牧場を設立する前に壕に入っているヘンリー・H・キャンベル判事、フォートワースの国立カウガール殿堂に入ったデュード・バートン、ハリウッド映画と契約した長距離ライダーのシャノン・ダビドソンを描いた。

## 地理
アメリカ合衆国国勢調査局に拠れば、郡域全面積は990平方マイル (2,564 km2)であり、このうち陸地989平方マイル (2,561 km2)、水域は1平方マイル (2.6 km2)で水域率は0.04%である。

### 主要高規格道路
- アメリカ国道62号線/アメリカ国道70号線
- テキサス州道70号線

### 隣接する郡
- ホール郡 - 北
- コットル郡 - 東
- ディケンズ郡 - 南
- フロイド郡 - 西
- ブリスコ郡 - 北西

## 人口動態
以下は2000年の国勢調査による人口統計データである。
| 基礎データ - 人口: 1,426人 - 世帯数: 606 世帯 - 家族数: 435 家族 - 人口密度: 1人/km2（1人/mi2） - 住居数: 839軒 - 住居密度: 0軒/km2（1軒/mi2） 人種別人口構成 - 白人: 87.38% - アフリカン・アメリカン: 3.51% - ネイティブ・アメリカン: 0.63% - アジア人: 0.14% - その他の人種: 6.31% - 混血: 1.89% - ヒスパニック・ラテン系: 12.13% 年齢別人口構成 - 18歳未満: 24.0% - 18-24歳: 6.0% - 25-44歳: 21.1% - 45-64歳: 25.2% - 65歳以上: 23.7% - 年齢の中央値: 44歳 - 性比（女性100人あたり男性の人口） - 総人口: 101.7 - 18歳以上: 92.9 | 世帯と家族（対世帯数） - 18歳未満の子供がいる: 26.6% - 結婚・同居している夫婦: 60.2% - 未婚・離婚・死別女性が世帯主: 8.7% - 非家族世帯: 28.2% - 単身世帯: 25.7% - 65歳以上の老人1人暮らし: 15.3% - 平均構成人数 - 世帯: 2.35人 - 家族: 2.82人 収入と家計 - 収入の中央値 - 世帯: 28,348米ドル - 家族: 33,977米ドル - 性別 - 男性: 25,395米ドル - 女性: 13,333米ドル - 人口1人あたり収入: 16,584米ドル - 貧困線以下 - 対人口: 19.4% - 対家族数: 13.9% - 18歳未満: 35.3% - 65歳以上: 13.8% |

## 都市と町
- フロモット、未編入の町
- マタドール - 郡庁所在地
- ローリングスプリングス
- ティーピーシティ（ゴーストタウン）
- ホワイトフラット、未編入の町